# Văleni (gmina Parincea)
Văleni – wieś w Rumunii, w okręgu Bacău, w gminie Parincea. W 2011 roku liczyła 502 mieszkańców.